# Duarte Leão Cabreira
Duarte Leão Cabreira (* 27. Dezember 1811 in Anjos (Lissabon), Portugal; † 1881) war ein portugiesischer Soldat im Range eines Majors, im Batalhão Defensor in Dili, der Kolonialhauptstadt von Portugiesisch-Timor. Er versah seinen Dienst in Portugiesisch-Timor von den 1840er-Jahren an 40 Jahre lang und gewann in dieser Zeit Einfluss auf die inneren Geschehnisse der Kolonie. Von 1860 bis 1861 war Cabreira amtsführender Gouverneur von Portugiesisch-Timor.

## Wirken
Duartes Bruder Frederico Leão Cabreira war Gouverneur von Portugiesisch-Timor zwischen 1839 und 1844. Er beschwerte sich 1842 in einem Schreiben, dass Duarte durch den übergeordneten Gouverneur von Goa vernachlässigt werde. In der Antwort wurde Duarte angewiesen, Timor zu verlassen, da seine Anwesenheit dort nicht vonnöten sei und ihm wurde angeboten, er solle nach Portugal kommen und sein Anliegen selbst vortragen. Duarte blieb aber in der Kolonie, auch nach dem Ende der Dienstzeit seines Bruders.
Aufgrund Duarte Cabreiras langer Dienstzeit griffen die Gouverneure, die in der Regel nur wenige Jahre in der Kolonie blieben, auf ihn als Berater zurück, gerade im Umgang mit den einheimischen Reichen. Cabreira stand aber auch im Ruf, streitlustig zu sein, selbst Intrigen zu spinnen und Spannungen zu schüren. Als 1846 gegen Gouverneur Julião José da Silva Vieira (1844–1848) Pater Gregorio Maria Barreto angeblich eine Verschwörung anzettelte, wurde auch Cabreira als Mitverschwörer verdächtigt, da er Abgeordneter für Timor im portugiesischen Parlament, den Cortes werden wolle.
1858 führte Cabreira eine Militärexpedition gegen das rebellierende Reich von Manumera. 1860 machte Gouverneur Afonso de Castro (1859–1863) Cabreira zum Interimsgouverneur, als er selbst aus gesundheitlichen Gründen zum „Erholungsurlaub“ nach Java fahren musste. Im Frühjahr 1861 brachen unabhängig voneinander im Reich von Laclo und im Reich von Ulmera Revolten aus. Cabreiras Rekrutierung von einheimischen Kräften zur Zwangsarbeit und „die rigorosen Methoden des Majors“ führten zum Aufstand der beiden Liurais und zur Ermordung der lokalen Regierungsvertreter. Die Rebellen besetzten einen Bergpass in der Nähe der Kolonialhauptstadt Dili und blockierten Lebensmittellieferungen, so dass eine Hungersnot drohte. Man sah sich gezwungen, die benachbarten Niederländer um Versorgungsgüter zu bitten. Gouverneur Castro brachte bei seiner Rückkehr am 6. April dringend benötigte Waffen und Munition mit.
Cabreira wurde Befehlshaber der Truppen, die gegen die Rebellen ausgesandt wurden, und zu verbündeten timoresischen Reichen geschickt, um mit Geld und Versprechungen Unterstützung im Kampf zu suchen. Dann ging er zunächst gegen Laclo vor und errichtete eine Basis in Manatuto. Am 26. August wurde die Rebellion in Laclo niedergeschlagen. Den Arraias (einheimische Hilfstruppen) wurden Plünderung und die Kopfjagd erlaubt. Laclo wechselte nach der Niederlage auf die Seite der Portugiesen.
1863 rebellierte das Reich von Laga. Cabreira wurde erneut entsandt, um ein Heer aufzustellen. Er bestach dazu einige Adlige, die Laga untergeordnet waren. Im Juni 1863 wurde der Aufstand niedergeschlagen und das Dorf Laga niedergebrannt. Dabei wurde auch der ehemalige Rebellenchef von Laclo gefangen genommen.
Gouverneur José Manuel Pereira de Almeida (1863–1864) beschwerte sich indes in einem Schreiben beim Gouverneur von Goa über Cabreiras Gebaren im Land. Almeida beschuldige Cabreira und einen weiteren europäischen Offizier „sich an schwerwiegenden Vergehen zu beteiligen; den Namen des Gouverneurs zu benutzen, um das Volk zu bedrohen und zu erpressen ... interne Kriege zu fördern, um abtrünnige Königreiche zu bestrafen - zum Beispiel Schießpulver und Kugeln nach Deribate zu schicken, um ihnen zu helfen, Krieg gegen Mau-Ubo (Mahubo) zu führen, als letzteres die Preise für Waren nicht so festsetzte, wie es der Major befohlen hatte. In sechs Jahren hat Cabreira 560.000 Rupiahs erpresst…“ Während Almeida aber 1864 resigniert sein Amt niederlegte und nach Lissabon zurückkehrte, blieb Cabreira weiter auf Timor im Dienst. Ein regierender Rat (Conselho Governativo) sollte die Verwaltung bis zum Eintreffen eines neuen Gouverneurs übernehmen, wurde aber durch einen Aufstand des Batalhão Defensor in Dili abgesetzt. Erst die beiden folgenden Gouverneure José Eduardo da Costa Meneses (1864–1865) und Francisco Teixeira da Silva (1865–1869) konnten die Lage wieder stabilisieren.
1881 verstarb Cabreira. Ana Eduardo, seine einzige Tochter und Erbin, heiratete vier Jahre später Unterleutnant Francisco Ferreira, der die Netzwerke und Ränkespiele Cabreiras übernahm.

## Veröffentlichungen
- Timor Guerra com o Gentio em 1863 in: Anais do Conselho Ultramarino, S. 49, Lissabon 1864.